# تپه حیدره
تپه حیدره مربوط به سده‌های اولیه و میانه دوران‌های تاریخی پس از اسلام است و در شهرستان همدان، بخش مرکزی، دهستان الوندکوه غربی، روستای حیدره واقع شده و این اثر در تاریخ ۶ اسفند ۱۳۸۵ با شمارهٔ ثبت ۱۷۴۵۶ به‌عنوان یکی از آثار ملی ایران به ثبت رسیده است.